# Пердидо (река)
Пердидо (англ. Perdido River) — река на юго-востоке штата Алабама и на северо-западе штата Флорида (США). Впадает в бухту Пердидо, которая является частью Мексиканского залива. Длина реки составляет 105 км (по другим данным, 97 км или 109 км).

## География

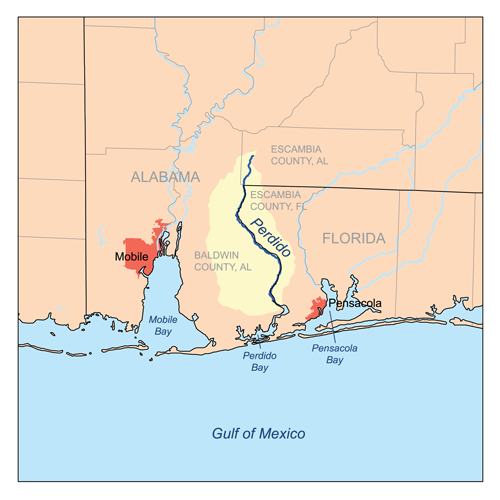
Бассейн реки Пердидо

Река Пердидо образуется на юго-западе округа Эскамбия (Алабама), на высоте 57 м, при слиянии рек Флетчер-Крик (Fletcher Creek) и Пердидо-Крик (Perdido Creek). После этого река течёт в южном направлении, протекая по округу Эскамбия (Алабама), а затем образуя границу между округами Болдуин (Алабама) и Эскамбия (Флорида), то есть границу между штатами Алабама и Флорида. Река Пердидо впадает в бухту Пердидо, которая является частью Мексиканского залива.
Площадь водосборного бассейна реки Пердидо — 2396 км² (по другим данным, 2849 км², включая бухту Пердидо), 70 % из которых находятся в Алабаме, а оставшиеся 30 % — во Флориде. Около 15 км берега реки на стороне Флориды включены в созданную в 2006 году зону управления дикой природой Пердидо-Ривер (Perdido River Wildlife Management Area), площадь которой составляет около 25 км². Со стороны Алабамы в 2007 году также была создана зона управления дикой природой Пердидо-Ривер, которая находится в округе Болдуин.
Вблизи реки Пердидо находятся города Бей-Минетт, Робертсдейл, Галф-Шорс, Ориндж-Бич и Пердидо-Бич, а также населённые пункты Пердидо, Семинол и Лиллиан.  

## История
С 1682 по 1763 год река Пердидо служила границей между Французской Луизианой и Испанской Флоридой. Название Río Perdido (с исп. — «потерянная река») было дано испанскими поселенцами, которые проживали в районе реки до 1813 года.